# ناحیه دانکن، میشیگان
ناحیه دانکن (به انگلیسی: Duncan Township) یک منطقهٔ مسکونی در ایالات متحده آمریکا است که در شهرستان هوگتون واقع شده‌است.
 ناحیه دانکن ۴۵۹٫۹ کیلومتر مربع مساحت و ۲۸۰ نفر جمعیت دارد و ۳۹۰ متر بالاتر از سطح دریا واقع شده‌است.